# Reticello
Reticella(reticello sau în franceză point coupé sau  point couppe)este un tip de dantelă lucrată exclusiv cu acul și ața. A apărut în secolul al XV-lea, fiind populară pînă în secolul al XVII-lea. 

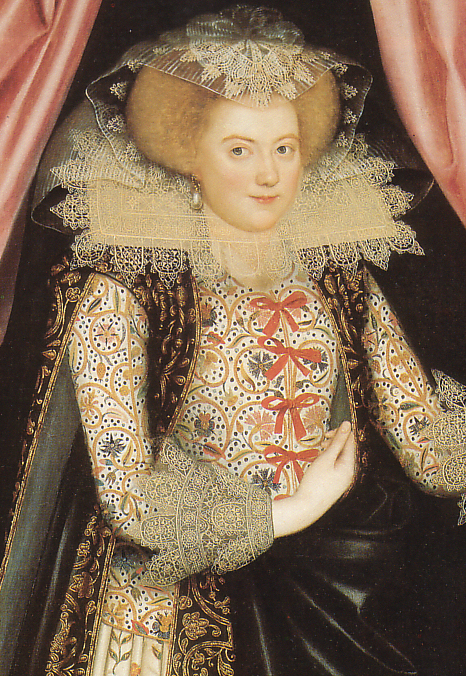
Doamnă din Anglia purtînd un guler şi manşete cu reticella c. 1614

Este considerată un punct de mijloc în evoluția dantelei de la broderie la dantela propriu zisă deoarece pentru executarea ei este necesar un fundal țesut. Pentru a coase un reticello se scoteau dintr-un țesut anumite fire, iar golurile create erau întărite cu prin cusături de fundal sau broderii transparente. 

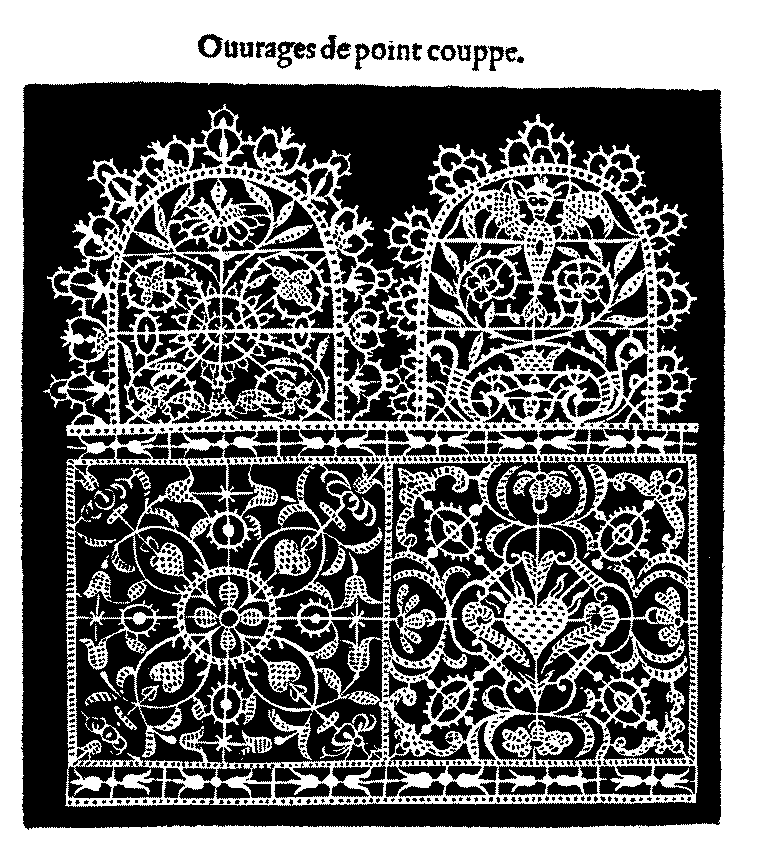
Desen pentru reticella sau point couppe din cartea de Vinciolo Les Singuliers et Nouveaux Pourtaicts, 1609 reprint a ediţiei din 1587

Dorința de a obține un ornament cît mai transparent a dus la un proces inversat cînd fundalul textil era cusut cu ajutorul firelor intrețesute cu ajutorul acului. Metoda "punto in aria" nu face uz de fundal textil si este lucrat pe hîrtie sau piele, care este ulterior eliminată. Trecerea de la reticello la punto in aria a fost rapidă, astfel ambele tehnici foarte des coexistă in același produs. Ambele metode au folosit ornamente geometrice cu margini arcuite sau ascuțite ce erau molosite la gulere și manșete.